# Герман Беккер (льотчик)
Герман Беккер (нім. Herrmann Becker; 10 вересня 1887, Геніхен — 21 квітня 1970) — німецький льотчик-ас, лейтенант Прусської армії (листопад 1916).

## Біографія
Після закінчення реального училища в Герліці вивчав машинобудування у Вищому технічному училищі, після чого у працював інженером Швайдніці.
На початку 1915 року вступив добровольцем в авіацію, був направлений в 2-й льотний дивізіону в Адлерсгофі. У складі 57-го льотного дивізіону брав участь у боях в Галичині. Влітку 1915 року отримав льотний патент в Грудзьондзі і до кінця року працював там як інструктор школи льотчиків і спостерігачів. Служив у бомбардувальній ескадрі №5, а потім — у 11-й охоронній ескадрильї, яка воювала у 1916/17 роках у Франції на Соммі та під Верденом.
12 травня 1917 року був переведений на винищувачі в 12-ту винищувальну ескадрилью, а через 11 місяців став командиром ескадрильї. Після першої ж перемоги 16 червня 1917 року був поранений і повернувся до ладу лише восени. До 15 травня 1918 року на його рахунку були 12 перемог. Остання з перемог Беккера (23-тя) стала 150-ою перемогою 12-ї винищувальної ескадрильї. Це сталося в бою 3 листопада 1918 року: Беккер та його пілоти збили протягом п'яти хвилин п'ять Spad.

## Нагороди
- Залізний хрест
  - 2-го класу
  - 1-го класу (12 січня 1917)
- Нагрудний знак військового пілота (Пруссія)
- Королівський орден дому Гогенцоллернів, лицарський хрест з мечами
- Почесний хрест ветерана війни з мечами

2 листопада 1918 року був представлений до нагородження орденом Pour le Mérite, проте через Листопадову революцію не отримав нагороду.